# 浙江大学地球科学学院
浙江大学地球科学学院是浙江大学的一个学院，前身是1936年时任校长竺可桢创办的史地系，现属于理学部。设有地球信息科学与技术专业、地理信息系统专业、资源环境与城乡规划管理专业、大气科学专业4个专业，现有210名本科生，331名硕士研究生，60名博士研究生，6名博士后研究人员。

## 概况
在该学院学习、工作过的院士有叶笃正、施雅风、陈述彭、陈吉余、周志炎、涂长望、谭其骧等。培养的杰出人才有丁仲礼院士、周祖翼教授、费英伟教授、彭平安和徐义刚研究员等人。
目前学院拥有地质学一级学科博士点，地球探测与信息技术、地图学与地理信息系统、环境科学3个二级学科博士点和11个硕士点，有地质学博士后流动站。现有教职工69人，其中25名教授、23名副教授，拥有1名中国科学院院士和6名双聘两院院士。

## 研究机构
学院有以下研究机构，2010年科研经费为4778万元，教师人均经费近90万：
- 地质与地球物理研究所
- 空间信息技术研究所
- 环境生物地球化学研究所
- 区域与城市发展研究所
- 气象灾害预测研究所
- 地球信息科学研究所
- 教育部含油气盆地构造研究中心
- 浙江省资源与环境系统重点实验室